# Congreso Nacional para la Defensa del Pueblo

Bandera del CNDP, es inconfundible su reminiscencia a la antigua bandera de Zaire.

El Congreso Nacional para la Defensa del Pueblo (CNDP) (en francés: Congrès national pour la défence du peuple) es la administración rebelde establecida por Laurent Nkunda en la región de Kivu, dentro de la República Democrática del Congo. El CNDP se encuentra actualmente en guerra abierta contra el Ejército congoleño dentro de la Guerra de Kivu.
En agosto de 2007, las fuerzas congoleñas anunciaron que iban a poner fin a siete meses de ofensivas contra las Fuerzas Democráticas para la Liberación de Ruanda (FDLR). El cese de esta campaña suscitó fuertes críticas por parte del partido gobernante en Ruanda, ya que las FDLR son las principales fuerzas de los hutus y se opusieron en su día a las milicias pro-ruandesas en la segunda guerra del Congo. Asimismo, las FDLR están compuestas de hutus responsables del genocidio de Ruanda en 1994.
Antes del alto el fuego de agosto de 2007, el general Laurent Nkunda había roto relaciones con el Gobierno congoleño, comenzando a atacar posiciones del FDLR y provocando el desplazamiento de más de 160.000 personas.
La zona bajo control de Nkunda se encuentra al norte del lago Kivu, en Kivu del Norte, alrededor de las ciudades de Masisi y Rutshuru, y continúa extendiéndose a medida que el CNDP avanza posiciones. Nkunda ha establecido su cuartel general en esta zona, creando para ello las infraestructuras necesarias.